# Glycyphana pygmaea
Glycyphana pygmaea es una especie de escarabajo del género Glycyphana, familia Scarabaeidae. Fue descrita científicamente por Mohnike en 1871.
Se distribuye por la isla de Borneo, península de Malaca, Sumatra, Java y Tailandia. Mide 10,4-12,1 milímetros.